# Gymnothorax miliaris
Espèce
Gymnothorax miliaris, communément nommée murène porcelaine ou murène dorée, est une espèce de poisson de la famille des Muraenidae.

## Description
La murène dorée est un poisson de taille moyenne qui peut atteindre une longueur maximale de 70 cm, cependant les spécimens habituellement rencontrés font en moyenne plutôt 40 cm,.
Son corps serpentiforme possède une teinte de fond brune, dont l'intensité varie selon les individus, constellé d'une multitude de petits points jaunes. La taille de ces derniers est réduite au niveau de la tête et ils s'élargissent à la queue. Le museau et l'extrémité de la queue sont jaunâtres. L'intérieur de la bouche est blanc, son œil est doré et cerclé de bleu.

## Distribution & habitat
La murène pôrcelaine vit dans les eaux tropicales et subtropicales de l'Océan Atlantique ouest, incluant la Mer des Caraïbes ainsi que le Golfe du Mexique soit de la Floride, les Bermudes jusqu'au sud-est du Brésil,.
Sa présence a été également reportée dans les îles du centre de l'Océan Atlantique dont Saint-Hélène et Ascension mais aussi proche des côtes africaine du côté des îles du Cap-Vert.
Elle fréquente typiquement les pentes récifales ou rocheuses externes entre la surface et 35 mètres de profondeur avec un maximum à 60 mètres,.

## Biologie
La murène porcelaine est un carnivore solitaire, la nuit venue elle sort de son repaire et chasse activement ses proies mais elle peut tout aussi bien également chasser la journée, constituées surtout de petits invertébrés comme des mollusques et autres crustacés  et plus rarement de petits poissons.